# Küläsch Schämschidinowa
Küläsch Noghataiqysy Schämschidinowa (kasachisch Күләш Ноғатайқызы Шәмшидинова Küläş Noğataiqyzy Şämşidinova, russisch Куляш Ногатаевна Шамшидинова Kuljasch Nogatajewna Schamschidinowa; * 4. März 1958 im Dorf Beskainar, Kasachische SSR) ist eine kasachische Pädagogin und Politikerin.

## Leben
Küläsch Schämschidinowa wurde 1958 im Dorf Beskainar (heute Besqainar) im heutigen Audan Köksu im Gebiet Almaty geboren. Sie absolvierte ein Chemiestudium an der Kasachischen Staatlichen Kirow-Universität, das sie 1979 abschloss.
Nach ihrem Hochschulabschluss begann sie ihre berufliche Laufbahn als Chemielehrerin an einer Sekundarschule im Rajon Kiriow (heute Bezirk Köksu). Außerdem war sie Mitglied des lokalen Komitees der Kommunistischen Partei und Sekretär des Regionalkomitees des Komsomol, des Gesamtsowjetischen Leninschen Kommunistischen Jugendverbandes, in Taldy-Kurgan. Zwischen 1987 und 1988 war sie Ausbilderin des regionalen Parteikomitees von Taldy-Kurgan und anschließend bis 1991 Sekretär des Parteikomitees der Stadt Taldy-Kurgan.
Zwischen 1991 und 1992 war Schämschidinowa stellvertretende Direktorin des Regionalen Pädagogischen Instituts Taldy-Kurgan. Im Anschluss leitete sie als Direktorin die Sekundarschule Nr. 18 der Stadt Taldy-Kurgan, bevor sie ab 1996 stellvertretende Bürgermeisterin von Taldy-Kurgan war. Im Februar 2002 wurde sie schließlich zur stellvertretenden Ministerin für Bildung und Wissenschaft ernannt. Diesen Posten bekleidete sie bis Mai 2005, bevor sie Generaldirektorin des Nationalen wissenschaftlichen und praktischen Bildungs- und Gesundheitszentrums Bobek wurde. Im April 2007 wurde sie erneut stellvertretende Ministerin für Bildung und Wissenschaft.
Von Oktober 2009 bis Februar 2019 war sie Vorstandsvorsitzende der Nazarbayev Intellectual Schools. Am 25. Februar 2019 wurde Schämschidinowa im Kabinett Mamin dann Ministerin für Bildung und Wissenschaft. Nach nur vier Monaten wurde sie bereits am 13. Juni 2019 als Bildungsministerin durch ihren Nachfolger Aschat Aimaghambetow ersetzt. Seit Juli 2019 leitet sie erneut die Nazarbayev Intellectual Schools.